# Cladonia
Cladonia P. Browne, Prim. fl. holsat. (Kiliae): 90 (1756).
Cladonia è un genere di licheni appartenente alla famiglia Cladoniaceae dell'ordine Lecanorales.

## Caratteristiche fisiche
Sono licheni costituiti da un tallo primario in forma simile a crosta o, più di frequente, ad una squama. Il tallo è spesso assente nelle specie del sottogenere Cladina. Il tallo ha dei lobi che ascendono verso i margini e che presentano la pagina inferiore di un colore bianco ben visibile. Dal tallo si dipartono delle strutture erette o suberette chiamate podezi, che hanno solitamente la forma di una coppa, ramificata, oppure di un sottile bastoncino. A volte il tallo primario può anche essere isolato dagli altri. Il podezio è generalmente vuoto all'interno o contenente al massimo piccole squamule simili a quelle del tallo primario. Sui podezi spesso prendono forma degli apoteci, di norma lecideini, di varia forma e colori che vanno dal rosso al giallo e al bruno. A prima vista è possibile confonderli con il genere Baeomyces, Stereocaulon e Pycnothelia; inoltre mostrano caratteri in comune con vari generi di licheni fogliosi, anche se la mancanza del podezio in questi ultimi fa da discrimine.

## Habitat
Sono diffusi in molteplici ambienti in varie parti del mondo, purché gli ambienti siano ad alto tasso di umidità necessaria alla sopravvivenza del lichene. Le specie di Cladonia, insieme ad altri licheni fruticosi costituiscono il principale nutrimento per renne e caribù. Da alcune di esse vengono anche estratti antibiotici.

## Località di ritrovamento
Il genere Cladonia è da ritenersi cosmopolita.

## Tassonomia
Le specie appartenenti a questo genere mostrano una spiccata variabilità che ne rende a volte ardua la sicura identificazione
Sono state identificate finora poco più di 750 specie di Cladonia e oltre 1550 fra forme, varietà e sottospecie; ciò rende il genere Cladonia fra i più diversificati di tutti i licheni.
La specie tipo è Cladonia subulata (L.) Weber ex F.H. Wigg.(1780).